# Жизнь в стиле кантри
«Жизнь в стиле кантри» (англ. Pure Country) —  музыкальная драма 1992 года режиссёра Кристофера Кейна со звездой кантри-музыки  Джорджем Стрейтом в главной роли.  Фильм считается кассовым  провалом, однако  саундтрек был воспринят на ура, и  альбом, основанный на песнях из фильма,  Стрейта по-прежнему остаётся лучшим в его карьере. В 2010 году вышел сиквел под  названием «Жизнь в стиле кантри 2».

## Сюжет
Дасти Чандлер, звезда кантри, находится на вершине популярности. Однако его полностью не устраивает нынешнее положение вещей и та музыка, что он исполняет. Чандлер решает переосмыслить свою жизнь, бросает всё и уезжает на малую родину.

## В ролях
- Джордж Стрейт -  Уайтт «Дасти» Чандлер
- Лесли Энн Уоррен - Лулу Роджерс
- Изабель Глассер -  Харли Такер
- Кайл Чандлер - Бадди Джексон
- Джон Доу  - Эрл Блэксток
- Рори Кэлхун - Эрнест Такер
- Молли МакКлюр - Айви Чандлер

## Критика
Фильм был неоднозначно воспринят. На Rotten Tomatoes он получил рейтинг 38%  на основе 21 обзора, со средней оценкой 4,7 из 10
Джин Сискел и Роджер Эберт, поругав фильм, тем не менее приятно отозвались об актёрских способностях Стрейта и Изабель Глассер.  Леонард Малтин в своей книге  Leonard Maltin's Movie Guide высказался примерно в том же ключе,отметив также яркое появление Рори Кэлхуна в роли отца Харли.